# 쿠웨이트 석유 회사
쿠웨이트 석유 회사(영어: Kuwait Oil Company, KOC)는 쿠웨이트 국영 석유 회사이다.